# Tarnó
Tarnó (szlovákul Trnovo) község Szlovákiában, a Zsolnai kerületben, a Turócszentmártoni járásban.

## Fekvése
Turócszentmártontól 10 km-re délnyugatra, a Turóc bal oldalán fekszik.

## Története
1256-ban IV. Béla adománylevelében „Tarnouch” alakban említik először. 1262-ben „Tarnouc”, 1267-ben „Turnouk” néven találjuk. 1360-tól említik a források a helyi nemes családot: a Tarnóiakat. 1381-ben „Tarnouch”, 1456-ban „Tarnocz”-ként említik. A Tarnói család leghíresebb tagja 1517-ben II. Lajos király kamarása: Tarnói János, aki sok más főúrral együtt a mohácsi csatában esett el. 1573-ban „Trnov”, 1578-ban „Tarnoucz alias Trnow” néven említik. Ekkortól a zniói uradalom része. 1598-ban „Tharnow”, 1601-ben „Trnow” néven szerepel a korabeli forrásokban. A 18. századtól több nemesi család birtoka. 1785-ben 62 házában 284 lakos élt.
A 18. század végén Vályi András így ír róla: „TÁRNO. Ternovo. Tót falu Túrócz Várm. földes Urai több Uraságok, lakosai evangelikusok, fekszik Szent Péterhez nem meszsze, mellynek filiája; határjában vannak a’ helyekben értz erek, mellyek már régen mívelésben nintsenek; szép gyümöltsösei is vagynak.”
1828-ban 57 háza és 411 lakosa volt. Lakói a mezőgazdaság mellett főként erdei munkákkal foglalkoztak. Híres szűcsmesterek voltak.
Fényes Elek 1851-ben kiadott geográfiai szótárában így ír a faluról: „Tarnó, tót falu, Thurócz vmegyében, Trencsén vmegye szélén fekvő hegyek közt. Számlál 122 kathol., 285 evang., 4 zsidó lak. Földje sovány, de erdeje szép; legelője elég; gyümölcse pedig sok. F. u. többen.”
A trianoni diktátumig Turóc vármegye Turócszentmártoni járásához tartozott.

## Népessége
| Év:            | 1994. | 2004.    | 2014.    | 2024.   |
| -------------- | ----- | -------- | -------- | ------- |
| Emberek száma: | 197   | 217      | 261      | 269     |
| Eltérés:       |       | +10,15 % | +20,27 % | +3,06 % |

| Év:            | 2023. | 2024.   |
| -------------- | ----- | ------- |
| Emberek száma: | 270   | 269     |
| Eltérés:       |       | -0,37 % |

1910-ben 292, túlnyomórészt szlovák lakosa volt.
2001-ben 210 lakosából 209 szlovák volt.
2011-ben 253 lakosából 245 szlovák.
| Lakosok száma | 279  | 280  | 269  |
|               | 2017 | 2021 | 2024 |

## Külső hivatkozások
- E-obce.sk Archiválva 2008. szeptember 16-i dátummal a Wayback Machine-ben
- Községinfó
- Tarnó Szlovákia térképén